# Raión de Babýnino
El raión de Babýnino (ruso: Бабы́нинский райо́н) es un distrito administrativo y municipal (raión) ruso perteneciente a la óblast de Kaluga. Se ubica en el centro de la óblast. Su capital es Babýnino.
En 2021, el raión tenía una población de 20 991 habitantes.
El raión se ubica al suroeste de la capital regional Kaluga y comprende parte de su periferia suroccidental. Como consecuencia de ello, la localidad más poblada del raión no es la capital distrital homónima, sino el asentamiento de tipo urbano de Vorotynsk, situado a las afueras de Kaluga.
Antes de la creación de la actual óblast de Kaluga en 1944, el raión de Babýnino formaba parte de la óblast de Tula.

## Subdivisiones
Comprende el asentamiento de tipo urbano de Vorotynsk y los asentamientos rurales de Babýnino (posiólok) (la capital), Babýnino (pueblo), Múromtsevo, Saburovshchino y Uteshevo. Estas seis entidades locales suman un total de 121 localidades.